# Чжоу Чуаньсюн
Чжоу Чуаньсюн (кит. трад. 周傳雄, спр. 周传雄) — тайванський співак і композитор. Псевдонім Сяо Ган. В 2000 р. композиція «Хуанхун» (黄昏) підняла його на пік популярності.
Відомий як "хрещений батько" ліричних пісень (情歌教父).

## Біографія

### Дитинство і юність
Чжоу Чуаньсюн народився і виріс на Тайвані в сім'ї, де крім нього вже виховувався старший син і дочка. Батько Чуаньсюня виріс на материку в багатій і знатній родині. У 17 років він уже був начальником повіту. На материку в цілому мав чотирьох дружин. Після поразки Гоміндану в громадянській війні, втік на Тайвань, де і одружився вп'яте. У загальній складності від 5 дружин мав 18 дітей. «Татусь мій був ще тим жеребцем», — зазначив співак. Коли Чуаньсюн з'явився на світ, його батька вже було за 50. Через кілька років батько Чуаньсюна покинув родину і повернувся на материк. Коли майбутньому музиканту ледь виповнилося 14 років, мати залишила сім'ю і вийшла заміж повторно — троє дітей, Чуаньсюн, його брат і сестра, виявилися надані самі собі.
Щоб продовжити навчання, діти були змушені працювати вечорами. До 17 років Чуаньсюн змінив множествора професій: працював офіціантом, таксистом (оскільки своїх прав у нього не було, він запозичив права старшого брата), будівельником і інструктором по плаванню. Свій перший бізнес він організував з продажу навушників: він купував їх на заводі за ціною 10 юанів, упаковував і перепродував за ціною в 100. «У той час я зовсім не відчував себе нещасним, — зізнавався музикант роки потому, — навпаки, був щасливий, що мене ніхто не контролює. Зароблені гроші міг витрачати на себе».
Після закінчення школи Чуаньсюн продовжив навчання в музичному училищі. Інтерес до музики у нього проявився ще в дитинстві, з дитинства він писав пісні, тепер же він хотів отримати професійну підготовку. Під час навчання на другому курсі він переміг в одному з музичних конкурсів молодих талантів з власною піснею «尘烟». Молодий 19-річний композитор відразу звернув увагу кілька компаній звукозапису, одна з яких погодилася на його пропозицію організувати бойз-бенд з його участю. Втім, прийшовши на кастинг Чуаньсюн виявив, що від кандидатів в учасники потрібно не тільки уміння співати, але й танцювати. Оскільки в танцях він себе вмілим не вважав, то хлопець відмовився від пропозиції. Через деякий час бойз-бенд «Сяоху дуй

### Сяо Ган: перша популярність
Молодий виконавець все ж без зусиль знайшов іншу компанію, яка була готова випустити його сольний альбом. Глава компанії визнав, що таке солідне ім'я «Чжоу Чуаньсюн» не підходить двадцятирічному молодикові і запропонував змінити його на більш просте і легкозапоминающееся — Сяо Ган, дитяче ім'я Чуаньсюна. З моменту випуску першого альбому і аж до виходу дев'ятого альбому в 1997 році Чжоу Чуаньсюн був відомий саме під цим псевдонімом. Як зізнавався сам музикант, перший альбом, «双子星的对话», був не надто успішним в плані продажів, але вже з другою платівкою «终于学会», що побачила світ у наступному році, йому вдалося завоювати популярність. Тираж альбому розійшовся настільки швидко, що глава компанії в пориві хвилювання заявив, що видасть свою дочку за того, хто знайде йому 1000 пластинок Сяо Гана.

### Захід слави
Комерційний успіх супроводив молодому музиканту аж до виходу дев'ятого студійного альбому «我的心太乱» (1995). В цей час кардинально змінилася ситуація на музичному ринку. У другій половині 1990-х рр. на внутрішній ринок Тайваню проникають великі міжнародні компанії, які починають скуповувати лейбли і збирати до себе успішних виконавців. Активно розвиваються музичні мас-медіа і продюсери починають вкладати величезні суми для «розкручування» молодих та перспективних виконавців. Компанія, з якою у Сяо Гана був підписаний контракт, була викуплена EMI, яка не стала продовжувати контракт зі «старими» виконавцями. «Для мене це був шок, — згадував співак. — Мені довелося замовкнути на деякий час».
Опинившись практично без засобів для існування, Сяо Ган оселився у своєї сестри. В цей час він не кидає заняття музикою і активно пише пісні для інших виконавців. Першою була композиція 寂寞轰炸 для 张克帆. Дуже скоро пісня набрала популярність, і в музичних колах почали говорити про появу нового композитора — Чжоу Чуаньсюна. Незабаром пішли запрошення написати пісні для інших зірок. У цей період Чуаньсюн пише кілька пісень, які згодом стали великими хітами: «记事本» (для Келлі Чен), «出卖» (для Ін), «本来也可以» (для Річі Женя), «让我欢喜让我忧» для Еміла Чау.

### «Світанок» і повернення популярності
У 2000 році співак підписав контракт з Sony, яка випустила збірник його пісень Transfer, на якому була присутня лише одна нова пісня — «黄昏» («Світанок»). Незабаром у керівництві компанії відбулися зміни і новий керівник запросив співака, щоб розірвати нещодавно підписаний договір. Чуаньсюн зізнавався, що в той момент був повністю впевнений, що його музична кар'єра закінчена. Проте несподівано для себе під час поїздки на материковий Китай він виявив, що піратські копії Transfer продаються повсюдно. Композиція «黄昏» придбала незвичайну популярність в Китаї і незабаром на музиканти посипалися пропозиції про співпрацю. Музикант змінив імідж, відмовився від псевдоніма і став виступати під своїм справжнім ім'ям.
Чжоу Чуаньсюн продовжує активно записувати альбоми й виступати аж до теперішнього часу (осінь 2015 року). На його рахунку 15 студійних альбомів, три збірки і два концертних DVD.

## Зноски
1. ↑  周传雄：第二次再来的时候，我要好好看路上的风景 (кит.). 羊城晚报. 22 лютого 2013.[недоступне посилання з травня 2019]
2. ↑  Xiǎo Huī. Помилка: не задано параметр |назва= в шаблоні {{публікація}}. — No. 5. — P. 76—78.